# نوبو مک‌کارتی
نوبو مک‌کارتی (به انگلیسی: Nobu McCarthy) (زاده ۱۳ نوامبر ۱۹۳۴-درگذشته ۶ آوریل ۲۰۰۲) بازیگر ژاپنی-کانادایی بود.
از فیلم‌های معروف او می‌توان به بازی در فیلم ارتفاعات آرام اشاره کرد.